# 綠頭海豬魚
綠頭海豬魚，為輻鰭魚綱鱸形目隆頭魚亞目隆頭魚科的其中一種，分布於中西太平洋的巴布亞紐幾內亞海域，棲息深度15-30公尺，體長可達7.5公分，棲息在潟湖、環礁區，成小群活動，生活習性不明。